# 1951年スイスグランプリ
1951年スイスグランプリ (XI Großer Preis der Schweiz) は、1951年F1世界選手権の開幕戦として、1951年5月27日にブレムガルテン・サーキットで開催された。このレースはスターリング・モスのデビュー戦であった。

## レース概要
1951年スイスグランプリは、モナコグランプリが開催されなかったことから1951年シーズンの開幕戦となった。レースでは前年シーズンを支配したアルファロメオがその強さを維持していることが示された。チームの4名のドライバー全員がグリッドの1、2列目に並んだ。アルファロメオ以外のグリッド最上位はフェラーリのルイジ・ヴィッロレージであり、ファンジオ、ファリーナと並んでフロントローに位置した。
決勝は雨天の中行われ、当初はファンジオがファリーナをリードした。フェラーリのピエロ・タルッフィは6位からスタートし、首位に挑んだ。ファンジオがピットインし、24ラップ目にファリーナが首位に立った。しかしながら、29周目にファンジオが首位を奪回し、ピットストップしないというファリーナの判断はうまく行かなかった。ファンジオは残る周回で首位を維持し、結局最終ラップ前にファリーナを追い抜いたタルッフィに1分近い差を付けて優勝した。タルッフィはデビュー2戦目、最初の表彰台であった。残るアルファのドライバー、コンサルボ・サネージとトゥーロ・デ・グラッフェンリートはポイントを獲得し、前週末のジェノバのF2レースで負った火傷に苦しんでいたフェラーリのアルベルト・アスカリより前で完走した。HWMのスターリング・モスは7位を走ったが、最終ラップで燃料を使い果たし、エンリコ・プラーテのマセラティをドライブするルイ・シロンにその座を明け渡した。

## エントリーリスト
| No       | ドライバー                       | チーム                   | コンストラクター     | シャシー                 | エンジン                         | タイヤ |
| -------- | -------------------------------- | ------------------------ | -------------------- | ------------------------ | -------------------------------- | ------ |
| 2        | ジョニー・クレエ                 | エキュリー・ベルゲ       | タルボ・ラーゴ       | タルボ・ラーゴ T26C-DA   | タルボ 23CV 4.5 L6               | D      |
| 4        | フィリップ・エタンセラン         | フィリップ・エタンセラン | タルボ・ラーゴ       | タルボ・ラーゴ T26C-DA   | タルボ 23CV 4.5 L6               | D      |
| 6        | イブ・ジロー・カバントゥ         | イブ・ジロー・カバントゥ | タルボ・ラーゴ       | タルボ・ラーゴ T26C      | タルボ 23CV 4.5 L6               | D      |
| 8        | ルイ・ロジェ                     | エキュリー・ロジェ       | タルボ・ラーゴ       | タルボ・ラーゴ T26C-DA   | タルボ 23CV 4.5 L6               | D      |
| 10       | アンリ・ルーボー                 | エキュリー・ロジェ       | タルボ・ラーゴ       | タルボ・ラーゴ T26C      | タルボ 23CV 4.5 L6               | D      |
| 12       | ジョージ・アベカシス             | HWモータース             | HWM-アルタ           | HWM 51                   | アルタ 1.5 L4s                   | D      |
| 14       | スターリング・モス               | HWモータース             | HWM-アルタ           | HWM 51                   | アルタ 1.5 L4s                   | D      |
| 16       | ピーター・ホワイトヘッド         | スクーデリア・フェラーリ | フェラーリ           | フェラーリ・125          | フェラーリ 125 F1 1.5 V12s       | D      |
| 18       | ルイジ・ヴィッロレージ           | スクーデリア・フェラーリ | フェラーリ           | フェラーリ・375          | フェラーリ Type 375 4.5 V12      | P      |
| 20       | アルベルト・アスカリ             | スクーデリア・フェラーリ | フェラーリ           | フェラーリ・375          | フェラーリ Type 375 4.5 V12      | P      |
| 22       | ニーノ・ファリーナ               | アルファロメオ SpA       | アルファロメオ       | アルファロメオ・159A     | アルファロメオ 1.5 L8s           | P      |
| 24       | ファン・マヌエル・ファンジオ     | アルファロメオ SpA       | アルファロメオ       | アルファロメオ・159A     | アルファロメオ 1.5 L8s           | P      |
| 26       | トゥーロ・デ・グラッフェンリート | アルファロメオ SpA       | アルファロメオ       | アルファロメオ・159A     | アルファロメオ 1.5 L8s           | P      |
| 28       | コンサルボ・サネージ1            | アルファロメオ SpA       | アルファロメオ       | アルファロメオ・159      | アルファロメオ 1.5 L8s           | P      |
| 30       | ルイ・シロン                     | エンリコ・プラーテ       | マセラティ           | マセラティ・4CLT-48      | マセラティ 4 CL 1.5 L4s          | P      |
| 32       | ハリー・シェル                   | エンリコ・プラーテ       | マセラティ           | マセラティ・4CLT-48      | マセラティ 4 CL 1.5 L4s          | P      |
| 38       | ルディ・フィッシャー             | エキュリー・エスパドン   | フェラーリ           | フェラーリ・212          | フェラーリ Type 375 4.5 V12      | P      |
| 40       | ギ・メレッス                     | イブ・ジロー・カバントゥ | タルボ・ラーゴ       | タルボ・ラーゴ T26C      | タルボ 23CV 4.5 L6               | D      |
| 42       | フロイラン・ゴンザレス           | フロイラン・ゴンザレス   | タルボ・ラーゴ       | タルボ・ラーゴ T26C-GS   | タルボ 23CV 4.5 L6               | D      |
| 44       | ピエロ・タルッフィ               | スクーデリア・フェラーリ | フェラーリ           | フェラーリ・375          | フェラーリ Type 375 4.5 V12      | P      |
| 46       | フランシス・ロシャ2              | フランシス・ロシャ       | シムカ・ゴルディーニ | シムカ・ゴルディーニ T11 | シムカ・ゴルディーニ 15C 1.5 L4s | E      |
| 48       | モーリス・トランティニアン2      | エキップ・ゴルディーニ   | シムカ・ゴルディーニ | シムカ・ゴルディーニ T15 | シムカ・ゴルディーニ 15C 1.5 L4s | E      |
| 50       | アンドレ・シモン2                | エキップ・ゴルディーニ   | シムカ・ゴルディーニ | シムカ・ゴルディーニ T15 | シムカ・ゴルディーニ 15C 1.5 L4s | E      |
| 52       | ペーター・ヒルト                 | ペーター・ヒルト         | ヴェリタス           | ヴェリタス・モーター     | ヴェリタス 2.0 L6                | ?      |
| Sources: |                                  |                          |                      |                          |                                  |        |

^1 - コンサルボ・サネージは予選および決勝全体でアルファロメオの28番車をドライブした。ジャンバティスタ・グィドッティが交代ドライバーとしてリストされたが、グランプリを通じてドライブしなかった。
^2 - フランシス・ロシャ、モーリス・トランティニアン、アンドレ・シモンはプラクティス前に撤退した。ロベール・マンヅォンはトランティニアンと共にシムカ・ゴルディーニ48番車のドライバーとしてエントリーしたが、これも撤退した。

## 結果

### 予選
| 順位 | No | ドライバー                       | チーム                | タイム | 差     |
| ---- | -- | -------------------------------- | --------------------- | ------ | ------ |
| 1    | 24 | ファン・マヌエル・ファンジオ     | アルファロメオ        | 2:35.9 | -      |
| 2    | 22 | ニーノ・ファリーナ               | アルファロメオ        | 2:37.8 | + 1.9  |
| 3    | 18 | ルイジ・ヴィッロレージ           | フェラーリ            | 2:39.3 | + 3.4  |
| 4    | 28 | コンサルボ・サネージ             | アルファロメオ        | 2:40.3 | + 4.4  |
| 5    | 26 | トゥーロ・デ・グラッフェンリート | アルファロメオ        | 2:41.8 | + 5.9  |
| 6    | 44 | ピエロ・タルッフィ               | フェラーリ            | 2:45.2 | + 9.3  |
| 7    | 20 | アルベルト・アスカリ             | フェラーリ            | 2:46.0 | + 10.1 |
| 8    | 8  | ルイ・ロジェ                     | タルボ・ラーゴ-タルボ | 2:52.7 | + 16.8 |
| 9    | 16 | ピーター・ホワイトヘッド         | フェラーリ            | 2:52.9 | + 17.0 |
| 10   | 38 | ルディ・フィッシャー             | フェラーリ            | 2:54.1 | + 18.2 |
| 11   | 10 | アンリ・ルーボー                 | タルボ・ラーゴ-タルボ | 2:56.2 | + 20.3 |
| 12   | 4  | フィリップ・エタンセラン         | タルボ・ラーゴ-タルボ | 2:57.3 | + 21.4 |
| 13   | 42 | フロイラン・ゴンザレス           | タルボ・ラーゴ-タルボ | 2:57.3 | + 21.4 |
| 14   | 14 | スターリング・モス               | HWM-アルタ            | 2:58.4 | + 22.5 |
| 15   | 6  | イブ・ジロー・カバントゥ         | タルボ・ラーゴ-タルボ | 3:00.3 | + 24.4 |
| 16   | 52 | ペーター・ヒルト                 | ヴェリタス            | 3:01.6 | + 25.7 |
| 17   | 32 | ハリー・シェル                   | マセラティ            | 3:02.4 | + 26.5 |
| 18   | 2  | ジョニー・クレエ                 | タルボ・ラーゴ-タルボ | 3:02.5 | + 26.6 |
| 19   | 30 | ルイ・シロン                     | マセラティ            | 3:03.8 | + 27.9 |
| 20   | 12 | ジョージ・アベカシス             | HWM-アルタ            | 3:05.1 | + 29.2 |
| 21   | 40 | ギ・メレッス                     | タルボ・ラーゴ-タルボ | 3:12.0 | + 36.1 |

### 決勝
| 順位 | No | ドライバー                       | チーム                | 周回 | タイム/リタイア原因 | グリッド | ポイント |
| ---- | -- | -------------------------------- | --------------------- | ---- | ------------------- | -------- | -------- |
| 1    | 24 | ファン・マヌエル・ファンジオ     | アルファロメオ        | 42   | 2:07:53.64          | 1        | 9        |
| 2    | 44 | ピエロ・タルッフィ               | フェラーリ            | 42   | + 55.24             | 6        | 6        |
| 3    | 22 | ニーノ・ファリーナ               | アルファロメオ        | 42   | + 1:19.31           | 2        | 4        |
| 4    | 28 | コンサルボ・サネージ             | アルファロメオ        | 41   | + 1 Lap             | 4        | 3        |
| 5    | 26 | トゥーロ・デ・グラッフェンリート | アルファロメオ        | 40   | + 2 Laps            | 5        | 2        |
| 6    | 20 | アルベルト・アスカリ             | フェラーリ            | 40   | + 2 Laps            | 7        |          |
| 7    | 30 | ルイ・シロン                     | マセラティ            | 40   | + 2 Laps            | 19       |          |
| 8    | 14 | スターリング・モス               | HWM-アルタ            | 40   | + 2 Laps            | 14       |          |
| 9    | 8  | ルイ・ロジェ                     | タルボ・ラーゴ-タルボ | 39   | + 3 Laps            | 8        |          |
| 10   | 4  | フィリップ・エタンセラン         | タルボ・ラーゴ-タルボ | 39   | + 3 Laps            | 12       |          |
| 11   | 38 | ルディ・フィッシャー             | フェラーリ            | 39   | + 3 Laps            | 10       |          |
| 12   | 32 | ハリー・シェル                   | マセラティ            | 38   | + 4 Laps            | 17       |          |
| 13   | 2  | ジョニー・クレエ                 | タルボ・ラーゴ-タルボ | 35   | + 7 Laps            | 18       |          |
| 14   | 40 | ギ・メレッス                     | タルボ・ラーゴ-タルボ | 31   | + 11 Laps           | 21       |          |
| Ret  | 16 | ピーター・ホワイトヘッド         | フェラーリ            | 36   | アクシデント        | 9        |          |
| Ret  | 10 | アンリ・ルーボー                 | タルボ・ラーゴ-タルボ | 30   | アクシデント        | 11       |          |
| Ret  | 12 | ジョージ・アベカシス             | HWM-アルタ            | 23   | マグネトー          | 20       |          |
| Ret  | 6  | イブ・ジロー・カバントゥ         | タルボ・ラーゴ-タルボ | 14   | イグニッション      | 15       |          |
| Ret  | 18 | ルイジ・ヴィッロレージ           | フェラーリ            | 12   | アクシデント        | 3        |          |
| Ret  | 42 | フロイラン・ゴンザレス           | タルボ・ラーゴ-タルボ | 10   | オイルポンプ        | 13       |          |
| Ret  | 52 | ペーター・ヒルト                 | ヴェリタス            | 0    | 燃料系              | 16       |          |

## 記録
- ポールポジション： ファン・マヌエル・ファンジオ - 2:35.9
- ファステストラップ： ファン・マヌエル・ファンジオ - 2:51.1
- ラップリーダー：
  - ファン・マヌエル・ファンジオ (1-23、29-42周目)
  - ジュゼッペ・ファリーナ (24-28周目)

## 第1戦終了時点でのランキング
| 順位 | ドライバー                       | ポイント |
| ---- | -------------------------------- | -------- |
| 1    | ファン・マヌエル・ファンジオ     | 9        |
| 2    | ピエロ・タルッフィ               | 6        |
| 3    | ニーノ・ファリーナ               | 4        |
| 4    | コンサルボ・サネージ             | 3        |
| 5    | トゥーロ・デ・グラッフェンリート | 2        |

- 注：トップ5のみ表示。ベスト4戦のみがカウントされる。

## 参照
1. ↑  “Swiss GP, 1951 Race Report”.   Grandprix.com. 2012年8月10日閲覧。
2. ↑  “1951 Swiss Grand Prix - Race Entries”.   manipef1.com. 2012年5月9日時点のオリジナルよりアーカイブ。2013年11月17日閲覧。
3. ↑  “1951 Swiss GP - Entry List”.   chicanef1.com. 2013年11月17日閲覧。
4. ↑  “Switzerland 1951 - Race entrants”.   statsf1.com. 2014年1月9日閲覧。
5. ↑  “Switzerland 1951 - Result”.   statsf1.com. 2014年1月9日閲覧。

Unless otherwise indicated, all race results are taken from “The Official Formula 1 website”. 2007年6月5日閲覧。
|                                 | FIA F1世界選手権 1951年シーズン | 次戦 1951年インディ500          |
| 前回開催 1950年スイスグランプリ | スイスグランプリ                | 次回開催 1952年スイスグランプリ |